# Йирковски, Ярослав
Ярослав Йирковски (чеш. Jaroslav Jirkovský; 8 сентября 1891 — 31 августа 1966) — бывший чехословацкий хоккеист и футболист, нападающий. Четырёхкратный чемпион Европы по хоккею с шайбой (1911, 1914, 1922 и 1925 годов). Член зала славы чешского хоккея.

## Биография
Ярослав Йирковски родился в Праге 8 сентября 1891 года. С 1907 года играл в футбол и хоккей за пражскую «Славию». В футбол играл до 1908 года, провёл даже 3 матча за футбольную сборную. С 1908 года окончательно сосредоточился на хоккее, в котором достиг больших успехов. Чемпион Европы 1911, 1914, 1922 и 1925 годов. Серебряный призёр чемпионатов Европы по хоккею с шайбой 1913, 1921 и 1926 годов, бронзовый призёр чемпионата Европы 1923 года. На двух победных чемпионата Европы становился лучшим бомбардиром: в 1914 году забросил 7 шайб, в 1922 — 6 шайб.
За сборную Чехословакии по хоккею провёл 35 матчей, забросил 36 шайб.
Завершил хоккейную карьеру в 1927 году.
Умер 31 августа 1966 года в Праге.
6 мая 2010 года был принят в зал славы чешского хоккея.